# 田島みみ
田島 みみ（たじま みみ、8月30日 - ）は、日本の漫画家。千葉県出身。血液型O型。

## 作品リスト

### 書籍
- 青いスパイス（集英社、マーガレットコミックス、全2巻）
- 恋する1/4（集英社、『マーガレット』、マーガレットコミックス、全10巻）
- 苺チャンネル（集英社、『マーガレット』、マーガレットコミックス、全7巻）
- 学校のおじかん（集英社、『マーガレット』2003年19号 - 2008年24号、マーガレットコミックス、全17巻）
- 君じゃなきゃダメなんだ。（集英社、『マーガレット』2009年 - 2012年1号[2]、マーガレットコミックス、全9巻）
  1. 2009年7月24日発売、ISBN 978-4-08-846423-7[3]
  2. 2009年11月25日発売、ISBN 978-4-08-846461-9[4]
  3. 2010年3月25日発売、ISBN 978-4-08-846502-9[5]
  4. 2010年7月23日発売、ISBN 978-4-08-846545-6[6]
  5. 2010年11月25日発売、ISBN 978-4-08-846591-3[7]
  6. 2011年2月25日発売、ISBN 978-4-08-846621-7[8]
  7. 2011年6月24日発売、ISBN 978-4-08-846660-6[9]
  8. 2011年10月25日発売、ISBN 978-4-08-846706-1[10]
  9. 2012年1月25日発売、ISBN 978-4-08-846736-8[11]
- 青春ロケーション（集英社、『マーガレット』2012年9号[12] - 2013年7号[13]、マーガレットコミックス、全3巻）
  1. 2012年8月24日発売、ISBN 978-4-08-846812-9[14]
  2. 2012年12月25日発売、ISBN 978-4-08-846867-9[15]
  3. 2013年4月25日発売、ISBN 978-4-08-845026-1[16]
- 東南角部屋（集英社、『Cocohana』2013年9月号[17] - 2014年11月号、マーガレットコミックス、全3巻）
- わたしの上司（集英社、『Cocohana』2015年5月号[18] - 2018年4月号、マーガレットコミックス、全8巻）
  1. 2015年08月25日発売、ISBN 978-4-08-845438-2[19]
  2. 2016年1月25日発売、ISBN 978-4-08-845520-4[20]
  3. 2016年6月24日発売、ISBN 978-4-08-845599-0[21]
  4. 2016年11月25日発売、ISBN 978-4-08-845677-5[22]
  5. 2017年4月25日発売、ISBN 978-4-08-845752-9[23]
  6. 2017年9月25日発売、ISBN 978-4-08-845832-8[24]
  7. 2017年12月25日発売、ISBN 978-4-08-845873-1[25]
  8. 2018年4月25日発売、ISBN 978-4-08-844030-9[26]
- 嫁にしたい男（集英社、『Cocohana』2018年10月号[27] - 2020年8月号[28]、マーガレットコミックス、全5巻）
  1. 2019年2月25日発売、ISBN 978-4-08-844176-4[29]
  2. 2019年6月25日発売、ISBN 978-4-08-844218-1[30]
  3. 2019年11月25日発売、ISBN 978-4-08-844269-3[31]
  4. 2020年4月24日発売、ISBN 978-4-08-844333-1[32]
  5. 2020年8月25日発売、ISBN 978-4-08-844392-8[33]
- 今夜、小説家先生とナイショで（集英社、『Cocohana』2021年1月号[34] - 2022年4月号、マーガレットコミックス、全3巻）
  1. 2021年3月25日発売[35]、ISBN 978-4-08-844458-1
  2. 2021年10月25日発売[36]、ISBN 978-4-08-844540-3
  3. 2022年4月25日発売[37]、ISBN 978-4-08-844644-8
- 俺様副社長のキスはチョコより甘い（講談社、『comic tint』60号 - 82号、電子書籍のみ全5巻）

### 単行本未収録
- 初恋の人に会いまして。（『office YOU』2022年9月号[38]）
  - 初恋の人に会いまして。 〜松田陽一の本音〜（『office YOU』2023年2月号）
- 執事・赤松の甘くない教え（『office YOU』2022年12月号）

### アンソロジー
- 東日本大震災チャリティー漫画本 PARTY! SORA[注 1][39]（2011年8月5日発売[40]、メディアパル、ISBN 978-4-89610-202-4）
  - 君じゃなきゃダメなんだ〜悩める男子!桐谷兄弟〜[41]